# Dolmen de la Croix Blanche (Lot)
Le dolmen de la Croix Blanche est un dolmen situé sur la commune de Lachapelle-Auzac  dans le département du Lot.

## Historique
Cet édifice a subi plusieurs perturbations successives, ce qui a motivé une fouille archéologique préventive en 1985 dirigée par Jean-Pierre Girault et Guy Maynard.

## Architecture
Le tumulus est de petite taille (diamètre 8 m). Sa structure interne s'est révélée assez chaotique, mais il est vrai que l'édifice a aussi subi de multiples fouilles au cours du temps. Une zone située au nord-ouest du cairn n'était remplie que de terre compactée vierge de tout mobilier et ne comportait aucune pierre sur une surface de près d'1 m2. D'autres parties avaient été remaniées (immédiatement près du dolmen) ou réutilisées (sud-ouest du tumulus).  L'ensemble «semble avoir été bâti sans grands soins, ou à la hâte».
La chambre sépulcrale a été installée dans une dépression naturelle du lapiaz sous-jacent. Le sol a été décapé et l'argile récupérée puis réutilisée pour en niveler les aspérités. Les dalles latérales délimitant la chambre  (1,95 m de long pour 1,25 m de large et 0,50 m de haut) sont de petite taille. Elles sont fortement endommagées. Le caveau est orienté selon l'azimut 94°.
| Dalle                                   | Longueur | Épaisseur | Largeur |
| --------------------------------------- | -------- | --------- | ------- |
| Orthostate nord                         | 1,2 m    | 0,29 m    | 0,81 m  |
| Orthostate sud (brisé)                  | 1,65 m   | 0,16 m    | 0,87 m  |
| Chevet                                  | 0,91 m   | 0,20 m    | 0,47 m  |
| Données : Le dolmen de la Croix Blanche |          |           |         |

Trois autres dalles placées en vrac dans la chambre pourraient en avoir constitué la dallage originel. Une troisième dalle (0,70 m X 0,43 m X 0,12 m) retrouvée lors des fouilles aurait pu, vu ses dimensions, en constituer la dalle de fermeture mais il paraît peu vraisemblable qu'elle puisse avoir été replacée dans le tumulus après la violation de la tombe.

## Vestiges osseux et mobilier funéraire
Le dolmen ayant été fouillé à de multiples reprises des vestiges osseux et du mobilier funéraire ont été retrouvés tant dans la chambre elle-même que dans le tumulus. Les os humains entiers se limitent à ceux des pieds et des mains. Au total, 238 dents humaines ont été retrouvées, ce qui permet d'estimer que le nombre d'individus inhumés dans le dolmen a été au minimum de 19 individus (4 enfants de 3 à 10 ans, 2 adolescents de 15 ans, 13 adultes).
L'essentiel du mobilier était dispersé dans le tertre du tumulus. Il était composé d'objets et de débris en silex, de 2 pointes de flèche en silex à pédoncule et ailerons, d'une vingtaine de perles plus ou moins fragmentées et de tessons de poterie datés du Ier Âge du fer et de l'époque gallo-romaine.
Compte tenu du mobilier retrouvé, il semble que le dolmen ait été construit durant la transition entre le Chalcolithique et le Bronze ancien puis réutilisé ou contaminé par des activités diverses aux périodes gallo-romaine et médiévale.